# ای اوتومو
ای اوتومو (انگلیسی: Ai Ōtomo؛ زادهٔ ۲۴ مارس ۱۹۸۲) بازیکن والیبال اهل ژاپن است.